# José Beyaert
Pour les articles homonymes, voir José Beyaert (joueur de dames) et Beyaert.
José Beyaert, né le 1er octobre 1925 à Lens et mort le 11 juin 2005 à La Rochelle, est un coureur cycliste français. Après avoir remporté la course en ligne des Jeux olympiques en 1948, il est professionnel de 1949 à 1953. En participant au deuxième Tour de Colombie en 1952 qu'il remporte, Beyaert tombe amoureux du pays où il passe une grande partie de sa vie.

## Biographie

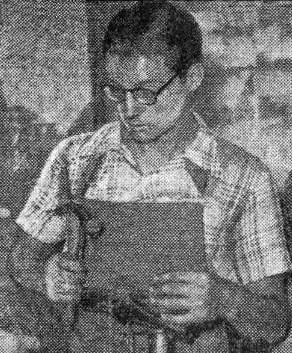
José Beyaert, cordonnier, en juillet 1944.

Deuxième du Critérium des Comingmen en août 1943, fils d'un cordonnier coureur cycliste qui eut aussi son heure de gloire, José Beyaert passe en 1re catégorie amateurs en 1944 à 18 ans alors qu'il rêve d'imiter les exploits de Marcel Kint. Lui-même exerçant ce même métier de cordonnier, il travaille souvent de nuit pour rattraper les heures nécessaires. L'espoir se transforme physiquement, pour remporter coup sur coup le Grand Prix du Matin et celui de Saint-Denis.
Sélectionné pour disputer l'épreuve en ligne des Jeux olympiques de 1948 à Londres, il se retrouve dans le grand bain sous l'incessante pluie britannique. Survivant aux chutes et aux crevaisons, il se retrouve dans un petit groupe à l'entame du dernier tour,. Il attaque et devance ses compagnons d'échappée pour devenir champion olympique.
Jouissant d'une réputation grandissante, l'atypique Beyaert, qui porte des lunettes, est invité au Tour de Colombie 1952 qu'il remporte. Tombé amoureux du pays, il s'y installe et devient entraîneur de la sélection nationale colombienne. Il ouvre également un café avec sa femme à Bogota. Il tombe alors dans différents trafics, d'abord du bois précieux puis est soupçonné d'être lié aux trafics de drogue entre l'Amérique du Sud et l'Europe et mêlé à différents meurtres. Par sécurité, il préfère rentrer en France dans les années 1990 et il termine sa vie discrètement à La Rochelle où il meurt en 2005.
Son petit frère Georges Beyaert (né en 1927 à Lens et mort en 2018 à Sevran) a également été cycliste professionnel.

## Palmarès
- 1944
  - Grand Prix du Matin
  - Grand Prix de Saint-Denis
  - 3e de Paris-Fontainebleau
- 1945
  - 3e de Paris-Évreux
  - 3e du championnat de France sur route amateurs
- 1947
  - Paris-Briare
  - 3e de Paris-Londres
- 1948
  -  Champion olympique de la course en ligne
  - 2e de Paris-Cayeux
  - 2e de Paris-Saint-Valéry
  - 3e de Paris-Briare
  -  Médaillé de bronze de la course par équipes des Jeux olympiques
  - 3e du Trophée Matteotti
  - 8e du championnat du monde sur route amateurs[7]
- 1949
  - Grand Prix de l'Écho d'Alger
- 1950
  - Grand Prix Helyett
  - Grand Prix d'Isbergues
  - Paris-Boulogne-sur-Mer
- 1951
  - 3e du Circuit du Port de Dunkerque
- 1952
  - Tour de Colombie :
    - Classement général
    - 2e, 3e, 6e, 11e et 13e étapes
- 1953
  - 3e et 8e étapes du Tour de Colombie
  - 2e du Tour de Colombie
- 1955
  - 8ea, 8eb et 17e étapes du Tour de Colombie

## Résultats sur les grands tours

### Tour de France
2 participations
- 1950 : 47e
- 1951 : éliminé (7e étape)

### Tour d'Italie
1 participation
- 1950 : 72e

## Distinction
- Espoir du cyclisme, en juillet 1944, décerné par M. Joinard le Président des J.P.S., Président du Comité Île-de-France de la F.F.C..